# Pinanga sierramadreana
Pinanga sierramadreana là loài thực vật có hoa thuộc họ Arecaceae. Loài này được Fernando miêu tả khoa học đầu tiên năm 1994.